# Gamora
Gamora foi uma personagem fictícia que apareceu nas histórias em quadrinhos publicadas pela Marvel Comics. Criada por Jim Starlin, a personagem apareceu pela primeira vez em "Strange Tales" #180 (Junho de 1975). Gamora foi a filha adotiva de Thanos, e a última de sua espécie. Ela já apareceu como o interesse amoroso de Adam Warlock e Nova. Também já foi membro do grupo conhecido como Guarda do Infinito e hoje integra o grupo Guardiões da Galáxia.
Ela desempenhou um importante papel nos eventos da saga "Aniquilação: A Conquista" (2007) e tornou-se um membro titular da equipe Guardiões da Galáxia. Ela tem sido destaque em uma variedade de mercadoria da Marvel. É interpretada por Zoë Saldaña nos filmes Guardiões da Galáxia e Guardiões da Galáxia Vol. 2.

## Biografia ficcional do personagem
Gamora é a última de sua espécie, a "Zen Whoberi", que foram exterminados pelos Badoon (no cronograma original, a espécie foi devastada pela Igreja Universal da Verdade). Thanos a encontrou quando criança e decidiu criá-la e usá-la futuramente como uma poderosa arma. Gamora foi altamente treinada por Thanos para destruir "Magus" (uma versão alternativa má de Adam Warlock). Thanos lhe mostrou um pouco de humanidade apenas durante sua infância, mas Gamora sempre foi muito leal ao homem que prometeu a ela a oportunidade de vingar a morte de sua família. Ela se tornou muito hábil nas artes marciais, ganhando o apelido de A mulher mais mortal em toda a galáxia. Quando adolescente, Thanos a levou em uma viagem para o planeta "Tartoonla". Em um ponto, Gamora desobedeceu suas ordens e entrou em conflito com um grupo de bandidos. Apesar de suas habilidades, ela foi facilmente derrotada. Thanos a encontrou muito ferida, matou todos os agressores e restaurou a saúde de Gamora, aumentando também sua vitalidade a níveis sobre-humanos.
Já adulta, Gamora foi enviada para exterminar a Igreja Universal da Verdade, e rapidamente se tornou temida por seus agentes, os "Cavaleiros Negros". Ela exigiu vingança pelo genocídio de sua raça, matando todos os membros da igreja envolvidos. Gamora também conheceu e juntou-se a Adam Warlock. Ela ainda conseguiu chegar perto de Magus, mas desistiu de matá-lo no último segundo. Juntamente com Warlock, Pip, O Troll e Thanos, Gamora lutou para escapar dos Cavaleiros Negros e do "Esquadrão da Morte" de Magus. Ela então usou um de seus atributos dados por Thanos para proteger Warlock, e mesmo assim tornou-se suspeita de tramar planos com Thanos para destruir Adam, sendo então atacada por Drax, o Destruidor.
Eventualmente, Magus foi derrotado, mas Thanos revelou-se uma ameaça ainda maior. Gamora, auxiliada por Capitão Marvel, Drax o Destruidor e Os Vingadores, tentou impedir Thanos de destruir toda a vida no universo. Ela por várias vezes tentou matar Thanos, mas ele a feriu mortalmente e destruiu a mente de Pip. Mais tarde Adam Warlock a encontrou e foi advertido dos planos de Thanos. Para evitar a morte de Gamora, Warlock decidiu usar uma das "Jóias do Infinito" e absorveu sua alma para a "Gema da Alma". Assim seu espírito se reuniu com o de seus amigos no "Mundo das Almas", dentro da Gema do Infinito.
1. Guarda do Infinito#

A partir da Gema da Alma eles foram transportados para o "Mundo das Almas", um lugar onde Gamora, Pip e o próprio Adam Warlock se sentiram e viveram em absoluta paz. Outros seres que haviam sido absorvidos pela Gema da Alma, como Kray-Tor e Autolycus também viviam em paz com os seus antigos inimigos.
Logo Gamora se reuniu ao Surfista Prateado quando este havia ido parar no "Mundo das Almas", neste meio tempo o Surfista lutou com Drax apenas por motivos pessoais.
Quando Thanos conseguiu obter todas as Gemas do Infinito, formando a "Manopla do Infinito", Adam Warlock decidiu que ele deveria ser impedido. Warlock levou Gamora e Pip do "Mundo das Almas" para o mundo real. Suas almas assumiram os corpos de três seres humanos, que haviam morrido recentemente em um acidente de carro. Gamora voltou assim ao mundo corpóreo, tomando posse do corpo de "Bambi Longa", em seguida ela começou a transformar o corpo em uma duplicata do corpo original. No entanto, Gamora logo foi vaporizada da existência por Thanos quando ele destruiu metade do universo. Quando Nebulosa reivindicou a Manopla de Thanos, Gamora voltou a existência.
Warlock agora tinha a "Manopla do Infinito", dando-lhe onipotência. Gamora e Pip convenceram Doutor Estranho a ajudá-los a encontrar e parar Warlock, que estava ficando louco com o poder. O Tribunal Vivo interveio e ordenou a Warlock que removesse as "Gemas do Infinito" da Manopla e as dividisse entre vários guerreiros de sua confiança. Eles então ficaram conhecidos como A Guarda do Infinito. Gamora recebeu a Gema do Tempo. Ela era incapaz de usá-la conscientemente, embora tenha lhe dado sonhos premonitórios e visões esporádicas. Por um tempo, Gamora se apaixonou por Adam, mas Warlock não correspondeu a ela. Em uma discussão com um membro da Guarda do Infinito, Maxam, Gamora deixou a Guarda do Infinito e a Gema do Tempo. Ela voltou a trabalhar como mercenária até que Adam Warlock se aproximou dela novamente. Eles continuaram a viajar juntos e, eventualmente, Adam retribuiu seu amor por ela. Adam e Gamora permaneceram em uma dimensão cósmica conhecida como "Atleza".

### Aniquilação
Gamora reaparece nos arquivos de Ronan, tendo deixado Adam Warlock, ela se estabeleceu no planeta "Godthab Omega" como líder de um grupo de mulheres guerreiras chamada The Graces, onde sua mente teria sido alterada por "Glorian". Ela tinha a intenção de restabelecer a sua reputação como a mulher mais mortal no universo e agora empunhava uma lâmina poderosa conhecida como Escrava dos Deuses. Em um ponto, ela é vista reclinada sobre um "trono" feito de cadáveres. Gamora se junta a "Frente Unida", usando suas habilidades mortais para lançar contra-ataques rápidos contra a "Onda da Aniquilação". Mais tarde ela tem uma relação amorosa com o líder da Frente Unida, Nova.
Durante a invasão do planeta natal dos Kree, Gamora é assimilada a uma escolha da mente da "colméia". A Colméia envia soldados para prende-la depois que Nova havia fugido do planeta. Mais tarde ela foi libertada por Nova e a "Technarch" Tyro.

### Guardiões da Galáxia
Um tempo depois, Gamora foi aprisionada por Magus quando ele havia forjado sua morte e de vários outros Guardiões. Logo, ela foi resgatada e convidada por Star-Lord para integrar os Guardiões da Galáxia. Ela desempenhou um papel importante na batalha no "Cancerverse".
Mais tarde, ela viajou para a Terra, junto dos outros Guardiões, para ajudar os Vingadores contra Thanos.

## Poderes e habilidade
- Força Sobre-Humana: Gamora possui uma grande força, o que a torna consideravelmente mais forte do que o melhor atleta humano.
- Resistência Sobre-Humana: a musculatura de Gamora gera menos toxinas do que a musculatura de um ser humano durante atividades físicas. Gamora pode se exercer fisicamente com esforço máximo durante várias horas antes que ela comesse a cansar.
- Agilidade Sobre-Humana: a agilidade, o equilíbrio e a coordenação corporal de Gamora são reforçadas a níveis que estão além dos limites físicos naturais do melhor atleta humano.
- Reflexos Sobre-Humanos: o tempo de reação de Gamora é similarmente aumentado, permitindo que ela reaja a um nível que está além dos limites físicos naturais do melhor atleta humano.
- Velocidade Sobre-Humana: Gamora é capaz de correr e se movimentar a velocidades bem maiores da que o melhor atletista humano pode alcançar.
- Durabilidade Sobre-Humana: os tecidos corporais de Gamora são muito mais duros e resistentes a lesões do que os de um ser humano. Seu corpo também é especialmente adaptado para suportar os efeitos fisiologicamente debilitantes de se mover e correr a altas taxas de velocidade sem sofrer nenhuma lesão.
- Fator de Cura Acelerado: Gamora possui um fator de cura acelerado, permitindo que ela se regenere ferimentos em questão de horas.
- Invisibilidade : Gamora possui um fator que lhe permite camuflar-se no meio da sociedade.

### Habilidades
- Mulher Mais Perigosa do Universo: Gamora é tida como a assassina mais perigosa da Via Láctea. Ela é uma atleta altamente qualificada treinada em ginástica, combate corpo-a-corpo, usos de vários armamentos conhecidos na galáxia e técnicas de stealth.
  - Mestre em Combate Corpo-a-Corpo: ela é um dos artistas marciais mais hábeis do universo. Ela é capaz de derrotar oponentes que possuem força e durabilidade sobre-humanas que ultrapassam a sua própria, e ela já foi capaz de derrotar um pelotão militar contendo dezenas de homens treinados em combate em apenas alguns minutos. Ela aprendeu a paralisar ou matar oponentes usando ataques em pontos vitais.
  - Perita em Armas de Fogo: apesar de habilidosa no uso da maioria das armas de fogo convencionais, ela prefere utilizar armas brancas como facas e espadas.
  - Ótima Atiradora: ela é bem objetiva e precisa nos tiros com armas de fogo, embora prefira armas brancas.
  - Grande Estrategista: Gamora é considerada uma das melhores estrategistas da galáxia. Ela é capaz de formular ótimas estratégias e seu brilhante senso tático permite que ela altere qualquer estratégia para se adequar a necessidade da situação.
  - Mestre Acrobata: seus anos de treinamento e experiência fizeram dela uma acrobata especializada e grande ginasta.

## Em outras mídias

### Televisão
- Gamora é destaque nos episódio "Learning Curve: Part Two", "Antibody" e "Radical Justice", da série animada Surfista Prateado.
- Gamora aparece no episódio "Guardiões da Galáxia" da série animada Ultimate Spider-Man, interpretada  por Nika Futterman. No episódio"Guardians of the Galaxy", ela é um membro dos Guardiões da Galáxia. No episódio "The Return of the Guardians of the Galaxy", Gamora foi vista salvando os Guardiões da Galáxia de uma nave espacial quando eles aterrissaram na Terra no momento em que Titus conduz os Chitauris  atacam o capacete de Nova. Quando ela se recupera a tempo de ajudar a combater as forças de Titus, ela expressou seu desdém de terem que pousar na Terra. Depois que Titus foi derrotado e os Chitauris restantes escapa, Nick Fury ficou descontente com o fato de que Gamora aparecer novamente na Terra quando disse que não retornaria. Gamora afirmou "eu menti" e depois saiu com os Guardiões da Galáxia com Titus sob sua custódia.
- Ela aparece novamente em Vingadores Unidos, também interpretada por Nika Futterman, no episódio "Guardiões e Cavaleiros do Espaço". No episódio "Widow's Run" ela é interpretada por Laura Bailey.
- Gamora, novamente interpretada por Nika Futterman, reaparece nos episódios "It's Wonderful Smash" e "Guardians of the Galaxy", da série animada Hulk e os Agentes da S.M.A.S.H..
- Gamora tem uma aparição nos episódios 24 e 25 do anime Marvel Disk Wars: The Avengers.
- Gamora é uma dos personagens principais da série animada lançada em 2015, Guardiões da Galáxia, interpretada por Vanessa Marshall.[2]
- Uma Gamora baseada na versão do Universo Cinematográfico Marvel aparece na série What If...?.

### Filmes
- Gamora faz uma aparição sem falas no filme animado Planeta Hulk , lançado em 2009.
- Zoe Saldana interpreta Gamora nos filmes do Universo Cinematográfico Marvel,[3] Guardiões da Galáxia (2014),Guardiões da Galáxia Vol. 2 (2017), Vingadores: Guerra Infinita (2018), Vingadores: Ultimato(2019) e Guardiões da Galáxia Vol. 3 (2023). Guerra Infinita também tem a aparição de uma Gamora criança, interpretada por Ariana Greenblatt. Gamora foi levada por Thanos para ser criada como filha após ele atacar seu planeta natal, matando metade da população. Cresceu criando rivalidade com a irmã adotiva Nebulosa, e em uma missão para resgatar um Orbe que continha dentro uma das Pedras do Infinito, acabaria desertando Thanos e se unindo aos Guardiões da Galáxia. Gamora morre quando Thanos decide sacrificá-la pela Pedra da Alma, mas ressuge em uma versão alternativa sua trazida de outra linha temporal, que acaba colaborando com os Guardiões no confronto contra o criador de Rocket Raccoon, o Alto Evolucionário.

### Videogames
- Gamora aparece no jogo Lego Marvel Super Heroes.
- Gamora aparece como um personagem jogável em Marvel: Contest of Champions.
- Gamora é personagem jogável nos jogos para celular Marvel Future Fight e Marvel Puzzle Quest.
- Gamora é um dos protagonistas de Guardians of the Galaxy.

### Brinquedos
- Gamora foi destaque na Marvel Figurine Classic Collection, em 2012. Seu número da série é 189.